# Buslijn 50 (Kortrijk)
Buslijn 50 in Kortrijk verbindt de eindhaltes Station Kortrijk en Kuurne Seizoenwijk. Samen met lijn 51 vormt zij de voorstadslijn 5 die het centrum van Kortrijk verbindt met de Pius X-wijk en met Kuurne. Op die manier vormt dit een belangrijke verbinding tussen de binnenstad en het noordoosten van het stedelijk gebied waartoe Kuurne ook behoort. De lijn komt onder meer voorbij het winkelcentrum K in Kortrijk, de Sint-Maartenskliniek, gaat doorheen de Pius X-wijk, steekt de R8 over en eindigt in de Seizoenwijk in Kuurne.
Sinds 6 januari 2024 is deze lijn geschrapt en vervangen door lijn 21,22 en 221

## Geschiedenis
Tot eind 1998 zorgde de lijn 727/3 voor een directe verbinding tussen de binnenstad en Kuurne (Kortrijk - Kuurne Sint-Pieter/Hulste). Deze lijn had toen een 30 minuten-frequentie.
In november 2004 werd deze lijn 727/3 echter gereorganiseerd. Ze werd vervangen door een ontdubbelde lijn 5: lijnen 50 (Kortrijk - Kuurne Seizoenwijk) en 51 (Kortrijk - Kuurne Sint-Pieter). Deze lijnen kregen beiden een halfuursfrequentie, zodat een kwartiersfrequentie tussen het centrum van Kortrijk en Kuurne ontstond.

## Traject buslijn 50
De buslijn 50 heeft de volgende haltes:
|   |   |   |   |   | Halte                | Aansluitingen                          |
| - | - | - | - | - | -------------------- | -------------------------------------- |
|   |   | o |   |   | Station              | NMBS - alle stadslijnen - streeklijnen |
|   |   |   |   |   |                      |                                        |
| ⇃ | o |   |   |   | Spoorweglaan         |                                        |
| ⇃ | o |   |   |   | K                    | Stadslijnen 51 en 9                    |
| ⇃ | o |   |   |   | Groeningelaan        |                                        |
|   |   |   | o | ↾ | Louis Robbeplein     | Stadslijnen 1, 2, 4, 6, 8, 9, 12, 13   |
|   |   |   | o | ↾ | Grote Markt          | Stadslijnen 3, 4, 6, 9                 |
|   |   |   | o | ↾ | Broeltorens          | Stadslijnen 3, 4, 51, 6                |
|   |   |   | o | ↾ | Plein                |                                        |
|   |   |   | o | ↾ | Gentsestraat         |                                        |
|   |   |   |   |   |                      |                                        |
|   |   | o |   |   | Julien Liebaertlaan  |                                        |
|   |   | o |   |   | Sint-Maartenskliniek | Stadslijn 51                           |
|   |   | o |   |   | Edgar Tinellaan      |                                        |
|   |   | o |   |   | Samenkomst           |                                        |
|   |   | o |   |   | Pius X-kerk          |                                        |
|   |   | o |   |   | Kuurne, Plaats       |                                        |
|   |   | o |   |   | Kuurne, Seizoenswijk |                                        |

## Kleur
De kenkleur van deze lijn is donkergroen met witte letters.